# Rovuma
Rovuma (Ruvuma) – rzeka w Afryce, stanowi rzekę graniczną między Mozambikiem a Tanzanią. 

## Bieg rzeki
Jej długość wynosi 760km, a powierzchnia dorzecza to 150 tys. km². Jej średni przepływ to 475 km³/s. Uchodzi do Oceanu Indyjskiego. 
Główny dopływ to Lugenda, Lucheringo, Likonde, Muhuwesi oraz Lumesule.